# Amtmænd i Troms
Liste over amtmænd i Troms omfatter også stiftamtmænd i Tromsø Amt (1866–1919) og amtmanden i Troms Fylke efter 1919. Begreberne fylke og fylkesmann erstattede amt og amtmand d. 1. januar 1919.
Embedet har sæde i Tromsø.
| Start | Slut | Amtmand i Tromsø amt            | Født | Død  |
| ----- | ---- | ------------------------------- | ---- | ---- |
| 1866  | 1869 | Mathias Bonsach Krogh Nannestad | 1815 | 1878 |
| 1869  | 1889 | Christian Collett Kjerschow     | 1821 | 1889 |
| 1889  | 1914 | Boye Christian Riis Strøm       | 1847 | 1930 |
| 1915  | 1918 | Klaus Hoel                      | 1865 | 1923 |
|       |      | Amtmand i Troms fylke           |      |      |
| 1919  | 1920 | Klaus Hoel                      | 1865 | 1923 |
| 1921  | 1928 | Otto Backe                      | –    | –    |
| 1928  | 1938 | Johannes Gerckens Bassøe        | 1878 | 1962 |
| 1938  | 1940 | Gunnar Bjørn Nordbye            | 1897 | 1940 |
| 1940  | 1941 | Hans Gabrielsen (fungerende)    | 1891 | 1965 |
|       | 1945 | Marcus Bull (Nazi)              |      |      |
| 1945  |      | Hans O. Skotner (fungerende)    |      |      |
| 1946  | 1953 | Arne Aas                        | –    | –    |
| 1953  | 1976 | Kristian Even Haug              | –    | –    |
| 1997  | 1991 | Martin Buvik                    | 1923 | –    |
| 1991  | 2000 | Leif Arne Heløe                 | 1932 | –    |
| 2000  | 2006 | Vilgunn Gregusson (fungerende)  | 1936 | –    |
| 2006  | –    | Svein Ludvigsen                 | 1946 | –    |